# Léopards Duala
Léopards Sportif de Douala w skrócie Léopards Duala – kameruński klub piłkarski grający niegdyś w kameruńskiej pierwszej lidze, mający siedzibę w mieście Duala.

## Sukcesy
- Première Division[1]:
  - mistrzostwo (3): 1972, 1973, 1974

- Puchar Kamerunu[2]:
  - finalista (4): 1942, 1956. 1957, 1993

## Występy w afrykańskich pucharach
| Sezon | Rozgrywki       | Runda       | Kraj   | Klub             | Dom | Wyjazd | Dwumecz |
| ----- | --------------- | ----------- | ------ | ---------------- | --- | ------ | ------- |
| 1973  | Puchar Mistrzów | 2           |        | CARA Brazzaville | 2–0 | 1–1    | 2–1     |
| 1973  | Puchar Mistrzów | ćwierćfinał | Gwinea | Hafia FC         | 2–3 | 4–2    | 6–5     |
| 1973  | Puchar Mistrzów | półfinał    | Zair   | AS Vita Club     | 3–1 | 0–3    | 3–4     |

## Stadion
Domowe mecze klub rozgrywa na stadionie o nazwie Stade de la Réunification w Duali. Stadion może pomieścić 30000 widzów.

## Reprezentanci kraju grający w klubie
Stan na styczeń 2023.
| - Edmond Enoka - Nkesi Hosea - Ephrem M’Bom - Roger Milla | - Simon Moukoko - François Ndoumbé - Jerry-Christian Tchuissé |